# Анилёните, Лорета
Лорета Анилёните (лит. Loreta Anilionytė, род. 8 сентября 1963, Каунас) — литовский философ, писатель, переводчик.
Доктор философских наук.
- Лауреат премии Пранаса Довидайтиса за философское творчество.
- Лауреат премии «Дебют года 2006» журнала «Правда Литва» за роман «А что потом?» (лит. «O kas po to?»).
- Лауреат премии «Роман года 2006» журнала «Cosmopolitan» тоже за роман «А что потом?» (лит. «O kas po to?»).

## Биография
Родилась в Каунасе. Училась в Каунасской средней школе № 4, затем в гимназии в Вильнюсе. Окончила факультет филологии Вильнюсского университета и докторантуру по философии Вильнюсского университета. В 1991 году oна защитила докторскую диссертацию «Проблема ценностей в формальной и материальной этике» (анализ этических концепции Иммануила Канта и Макса Шелера).
Во время учёбы в университете она начала работать в Институте литовской литературы и фольклора. После окончания университета работала научным работником в Институте философии, социологии и права (теперь Институт культуры Литвы), в отделе этики, позже в отделе истории философии Литвы.
В настоящее время она работает доцентом кафедры этики в Литовском университете эдукологии и преподает этику и философию. Заведующий кафедрой этики, член научного совета университета.
Лорета Анилёните замужем за литовского философа и политика Альбинаса Лозурайтиса. У пары одна дочь — Иева Лозурайтите (р. 1996).

### Деятельность
Опубликовала много статьей по этике, вопросам истории философии, перевела больше 20 книг по философии, истории искусства, психологии, адаптировала учебники по этике для средних школ и гимназии. Писала эссеистические статьи для журнала «Лилит» и портала Delfi в 2006—2008 г.

## Роман «А что потом?» (лит.«O kas po to?»)
В скандальном философско — эссeистическом романе «А что потом?» (2006) через два главных героев — известного философа и знаменитого эстрадного певца (прототипом романа признал себя известный певец Литвы Эдмундас Kучинскaс. Сама автор Лорета Анилёните не отрицает, что и философская линия автобиографична, утверждая, что каждый роман по-своему автобиографичен) — показано столкновение высокой, элитарной и поп-культуры. Автор в романе говорит, что инстинкт самосохранения малых государств заставляет талантливых людей придерживаться профессиональных стандартов и норм обывательской жизни. Таланты всех творческих и научных сфер, в том числе и поп-звезды, лгуг себе самим и обществу о своей действительной жизни, чтобы правдой не шокировать общество. Такую атмосферу двуличия и страха автор считает основным тормозом таланта. Роман «А что потом?» награждён премией журнала «Правда» «Дебют года 2006», и премией журнала «Cosmopolitan» «Роман года 2006».
Роман характеризуется смесью эротики, философских размышлений о человеческой природе, социальной критике и прохладном описании морального провала общества. Лорета Анилёните выделяется среди литовских писателей своим ироничным, провокационным стилем.
Эдмундас Kучинскaс выгнал из своего концерта в Паланге автора романа с еe тогда малолетней дочерью на глазах тысячей зрителей и грубо оскорбительно отозвался об эротических сценах романа в прессе. Об этом — в ссылках этой статьи.

## Монографии
- Naujųjų amžių etikos profiliai. — Vilnius: VPU leidykla, 2011, 228p. ISBN 978-9955-20-639-2
- Egoistinė žmogaus prigimtis naujųjų amžių etikoje, Vilnius, 2010. — 68 p.
- Etika ir asmenybė Maxo Schelerio vertybiniame absoliutizme, Vilnius, 2010. — 84 p.

## Главные научные статьи
- Blogio profiliai etikoje, «Logos», Nr.25;
- A. Schopenhauerio etika: pesimizmas ar gyvenimiškas realizmas?, Logos. Nr. 27;
- Vertybinio absoliutizmo dilemos ir deontologinė etika, Logos, Nr.28;
- Žmogus — kenčianti būtybė (Keletas kentėjimo problemos recepcijų Vakarų filosofijoje) //Logos. — 2000. — Nr.23
- Antikinis kinizmas — gyvenimo būdas ar filosofija?// Logos, 2001, Nr. 24;
- Vertybių problema I. Kanto etikoje// Problemos. — V. — 1992.- Nr.44.
- Fanatizmas// Neprievarta ir tolerancija kintančioje Rytų ir Vakarų Europoje. Pranešimai ir tezės- V.- 1995.
- Hegelio etika: dorovė prieš moralę, «Logos», Nr.38-41;
- Laisvės samprata I. Kanto etikoje // MA darbai. Filosofija. — V. — 1999.
- E. Husserlio fenomenologijos modifikacijos M. Schelerio aksiologijoje// Logos, Nr.26;
- Minervos pelėdos skrydis // Įžanginis str. G.Hegelio «Teisės filosofijos apmatams»]// G. F.Hegel. Teisės filosofijos apmatai. — V.; Mintis. — 2000;
- Ressentimento samprata M. Schelerio filosofijoje// Logos, Nr. 43//Logos, 2008, Nr.51;
- Kanto etikos monologinis formalizmas//Logos, Nr.46, 2006.
- V. Sezemano gnoseologijos linkmės//Vosylius Sezemanas. Loginiai ir gnoseologiniai tyrinėjimai. V.: Lietuvos kultūros tyrimų institutas, 2011.

## Главные переводы
- E. Aster. Filosofijos istorija. V., 1995;
- A. Anzenbacher. Etikos įvadas. V.: Aidai, 1995, 2000;
- J. Höffner. Krikščioniškasis socialinis mokymas. V.: Aidai, 1996;
- Hegel G.W.F. Teisės filosofijos apmatai. V.: MIntis, 2000;
- H. Belting ir kt. Meno istorijos įvadas. V.:Alma littera, 2002;
- Riemann F. Pagrindinės baimės formos. Giluminės psichologijos studija. V:Alma littera, 2010;ISBN 9789955387398
- K. Tepperwein. Menas mokytis nepavargstant. — Vilnius: Alma littera, 1998;
- Prof. Dr. Peter Axt, Dr. Michaela Axt — Gadermann. Apie tingumo laimę. — Vilnius: Alma littera. — 2003. — 192 p.;
- Veikli krikščionybė versle ir ekonomikoje. Vilnius: Aidai, 1996.(iš anglų ir vokiečių k. vertė Loreta Anilionytė ir Rasa Drazdauskienė);
- Platonizmas, Plotinas ir dabartis // Sezemanas V. Raštai. — V.- Mintis, 1997;
- Teorinė Marburgo mokyklos filosofija// Sezemanas V. Raštai. — V. — Mintis, 1997;
- Etika. Vadovėlis 7/8 klasei. V.: Alma littera, 1997;
- Etika. Vadovėlis 9/10 klasei. V: Alma littera, 1997;
- Etika. Mokytojo knyga 9/10 klasei. Vilnius: Alma littera, 1997;
- Etika. Vadovėliai 1/2 ir 3/4 klasėms. Pratybų sąsiuviniai 1/4 klasėms. Mokytojo knyga 1-4 klasėms. — V.:Alma littera, 2001;
- Vosylius Sezemanas. Loginiai ir gnoseologiniai tyrinėjimai. V.: Lietuvos kultūros tyrimų institutas, 2011. — 216 p.ISBN 978-9955-868-33-0